# 郝羿俊
郝羿俊（英語：Dean Hao，1995年05月04日—），伊林娛樂旗下男藝人，台灣男演員。身高173公分 。

## 戲劇作品
| 年份 | 電視台 | 劇名     | 角色   |
| ---- | ------ | -------- | ------ |
| 2018 | 中天   | 逆風飛翔 |        |
| 2019 | 中天   | 最佳利益 | 胡昱達 |

## 綜藝作品
- 燃燒吧!大腦君 固定班底
- 麻辣天后傳 助理主持[2]